# Litra Q
Litra Q er et DSB-damplokomotiv der blev bygget hos Frichs i Århus. De første blev bygget i 1930 – de sidste blev bygget i 1945.
Litra Q var bygget som et decideret rangerlokomotiv, specielt designet til at kunne rangere på de såkaldte rangerrygge som man brugte på de store godsbanegårde. Men det blev også i mindre grad brugt til strækningskørsel med godstog.
Lokomotivet var et 0D0 tenderlokomotiv. I alt blev der bygget 15 Q-lokomotiver. Kun to er ikke hugget op: Q 345, der tilhører Danmarks Jernbanemuseum, og Q 350, der befinder sig i Geesthacht i Tyskland.